# FastCGI
FastCGI – interfejs programistyczny zwiększający szybkość oraz zapewniający lepszą skalowalność aplikacji internetowych opartych na technologii CGI.
Nie posiada wielu wad rozwiązań opartych na interfejsie API: jest niezależny od języka i serwera WWW, nie wymaga skomplikowanego kodu – różnice ze standardowym CGI są niewielkie, lepiej zapewnia ciągłość funkcjonowania serwera i obsługę ruchu.
Zasada działania polega na tym, że w odróżnieniu od CGI, gdzie dla każdego zapytania uruchamiany był od nowa skrypt, który po jego obsłużeniu kończył pracę, tu mamy jeden proces (lub wiele procesów) pracujący w sposób ciągły. Po obsłużeniu zapytania oczekują one na kolejne, nie kończąc pracy, to pozwala na znacznie lepsze gospodarowanie zasobami serwera, zwłaszcza informacjami z baz danych, które mogą być zachowane w pamięci i nie muszą być za każdym razem wczytywane od nowa.
FastCGI powstało jako odpowiedź firmy Open Market, Inc., na standard Netscape API w połowie lat 90., a następnie zostało udostępnione bezpłatnie w ramach próby utworzenia otwartego standardu.